# (5047) Zanda
(5047) Zanda est un astéroïde de la ceinture principale.

## Description
(5047) Zanda est un astéroïde de la ceinture principale, ainsi nommé en l'honneur de la météoriticienne Brigitte Zanda. Il fut découvert le 2 mars 1981 à Siding Spring par Schelte J. Bus. Il présente une orbite caractérisée par un demi-grand axe de 2,53 UA, une excentricité de 0,14 et une inclinaison de 5,5° par rapport à l'écliptique.

## Compléments